# 고야마 기에
고야마 기에(일본어: 小山 季絵, 1988년 10월 13일 ~ )는 일본의 여자 축구 선수이다.

## 구단 경력
나데시코 리그의 도쿄 전력 마리제, 베갈타 센다이에서 활동했다.

## 국가대표팀 경력
그녀는 2008년 FIFA U-20 여자 월드컵에 참가할 일본 U-20 국가대표팀에 발탁되었으며. 3경기에 출전, 1득점을 넣었다. 2009년 하계 유니버시아드에도 출전, 은메달 획득에 기여했다.